# Unionen
För andra betydelser, se Unionen (olika betydelser).

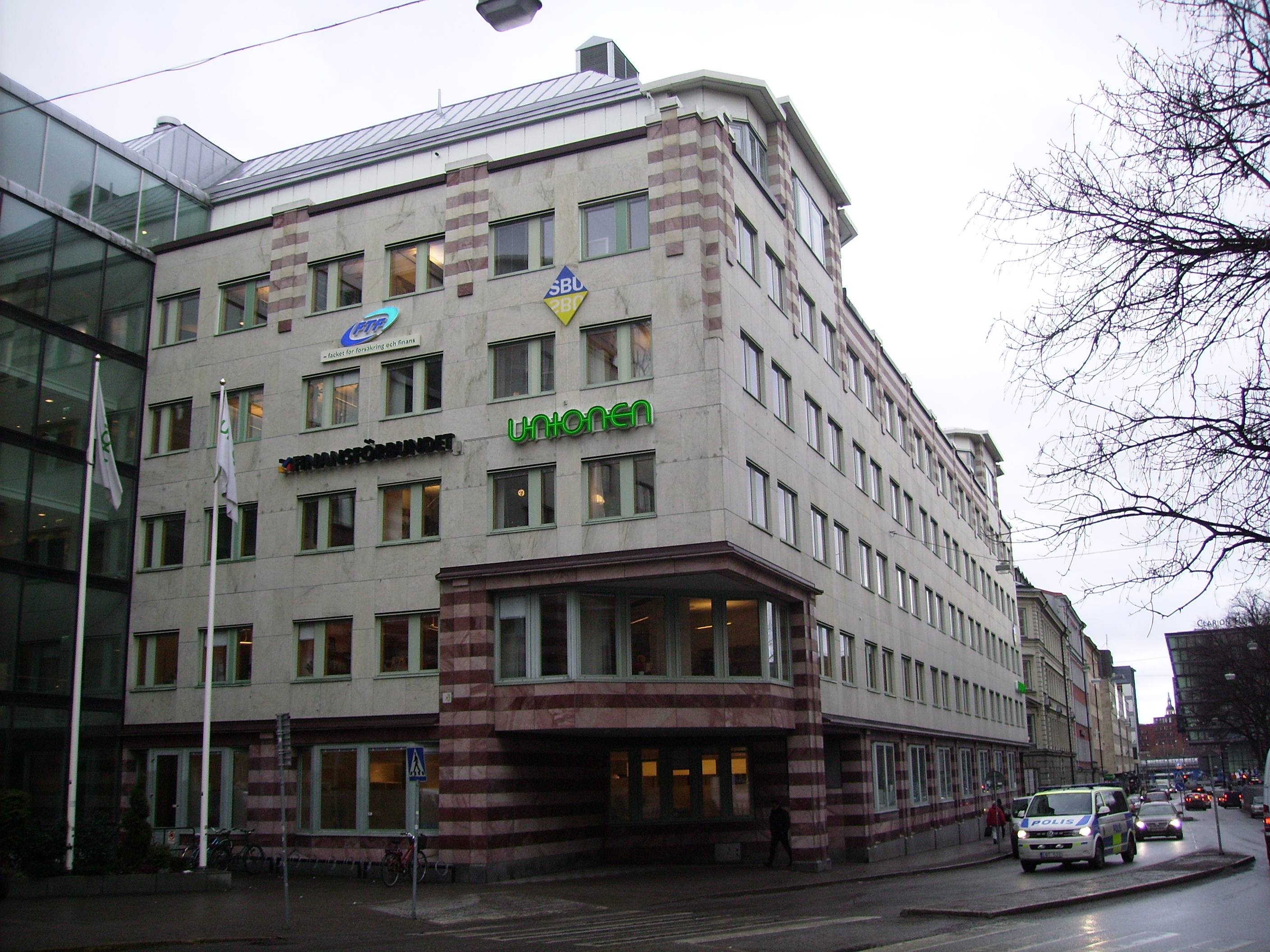
Unionens kontor på Olof Palmes gata i Stockholm.

Unionen är ett svenskt fackförbund inom TCO, grundat 1 januari 2008. Unionen är Sveriges största fackförbund, både för tjänstemän och totalt sett. Vid årsskiftet 2021-2022 organiserade Unionen 685 000 medlemmar.

## Yrkesgrupper
Unionen organiserar alla yrkesgrupper som räknas som tjänstemän på arbetsplatser i den privata sektorn, oavsett befattning, utbildning eller lön. Till exempel är många chefer medlemmar, och en stor del av medlemmarna har utbildning från högskola eller universitet. Unionen finns i allt från stora internationella koncerner till små familjeföretag och ideella organisationer och föreningar. Medlemmar finns bland annat på arbetsplatser som IKEA, H&M, Ericsson, Röda Korset, Volvo, Ica, ABB, SSAB och bland många IT-företag. Även egenföretagare och högskolestudenter kan vara medlemmar i Unionen.

## Historia
Unionen bildades den 1 januari 2008 genom en sammanslagning av fackförbunden Tjänstemannaförbundet HTF (handelstjänstemän) och Sif (industritjänstemän) och som beslutades vid den gemensamma kongressen (två parallella kongresser pågick samtidigt i samma lokal) den 3 oktober 2007. Som ett motiv för sammanslagningen angavs att det inte längre finns någon tydlig gräns mellan industri och privat tjänstesektor, och att det därför framstår mer naturligt att organisera tjänstemän från båda dessa områden i samma fackförbund.
Fram till Unionens första kongress i oktober 2008 var Sifs tidigare förbundsordförande Mari-Ann Krantz ordförande i förbundet, första vice ordförande var HTF:s tidigare förbundsordförande Bengt Olsson. Den 9 oktober 2008 valdes Cecilia Fahlberg till ny ordförande, Peter Hellberg till förste vice ordförande och Bengt Olsson till andre vice ordförande. Vid Unionens andra ordinarie kongress i oktober 2011 valdes Martin Linder till ny andre vice ordförande.
Den 1 januari 2014 slogs Farmaciförbundet ihop med Unionen.
Den 14 oktober 2015, på Unionens kongress, valdes Martin Linder till Unionens förbundsordförande efter Cecilia Fahlberg som avböjt omval. Peter Hellberg omvaldes till 1:e vice ordförande och Marina Åman valdes till 2:e vice ordförande. 
Den 1 juni 2019 slogs Skogs- och lantbrukstjänstemannaförbundet ihop med Unionen.
Den 10 oktober 2019, på Unionens kongress, skedde omval av Martin Linder som Unionens förbundsordförande. Peter Hellberg och Marina Åman valdes om som 1:e respektive 2:e vice ordförande. 
På Unionens kongress 2023 valdes den 12 oktober 2023 Peter Hellberg till ny förbundsordförande. Victoria Kirchhoff och Martin Johansson valdes till 1:e  respektive 2:e vice ordförande.

### Ordförande genom tiderna
| - Mari-Ann Krantz januari–oktober 2008 - Cecilia Fahlberg 2008–2015 - Martin Linder 2015-2023 - Peter Hellberg 2023– |

## Struktur
Unionen är uppbyggd av 18 regioner, från Unionen Norrbotten till Unionen Sydväst, alla med egna styrelser. I varje region finns ett eller flera kontor. Unionen ingår i den fackliga centralorganisationen TCO och är där det största förbundet.
Unionen utger medlemstidningarna Kollega med en upplaga på ca 600 000 samt tidningen Chef & Karriär som går ut till ca 70 000 chefsmedlemmar i förbundet. Chefredaktör och ansvarig utgivare för båda titlarna är Helena Ingvarsdotter.

### Unionens regioner
| - Bergslagen - Dalarna - Gävleborg - Göteborg - Mellannorrland - Mälardalen - Norrbotten - Sju-Hall - Skaraborg/Väst | - Småland - Stockholm - Sydost - Sydväst - Uppland - Värmland - Västerbotten - Öst - Östra Sörmland/Gotland |

## Unionens avtalsområden
Unionens tre största avtalsområden är Teknikarbetsgivarna (ca 75 000 medlemmar), Svensk Handel Tjänstemannaavtalet (ca 33 000 medlemmar) och Almega IT-avtalet (ca 26 000 medlemmar).

## Unionens arbetslöshetskassa
Unionens arbetslöshetskassa är den arbetslöshetskassa som omfattar tjänstemän i den privata sektorn. Det är två separata medlemskap i fackförbundet Unionen och Unionens a-kassa. Vid årsskiftet 2023-2024 hade Unionens arbetslöshetskassa cirka 745 000 medlemmar.